# (6473) Winkler
(6473) Winkler es un asteroide perteneciente al cinturón de asteroides descubierto el 9 de abril de 1986 por Edward Bowell desde la Estación Anderson Mesa (condado de Coconino, cerca de Flagstaff, Arizona, Estados Unidos).

## Designación y nombre
Designado provisionalmente como 1986 GM. Fue nombrado en honor a Ron Winkler (nacido en 1954), quien es ingeniero digital del grupo de radioastronomía y radar del Complejo de Comunicaciones con el Espacio Profundo de Goldstone de la NASA. Desde mediados de los años 1980, Winkler ha sido singularmente importante en la astronomía de radar Goldstone y especialmente en las observaciones de asteroides cercanos a la Tierra. Su comprensión de la interfaz entre la adquisición de datos, el apuntamiento de la antena y los sistemas de transmisión es única. Su energía, resistencia y dominio de los procedimientos para observar asteroides cercanos, que exigen cambios frecuentes entre configuraciones de transmisión y recepción, fue fundamental para el éxito de la obtención de imágenes de radar de (4179) Toutatis, (1620) Geographos y (6489) Golevka.

## Características orbitales
Winkler está situado a una distancia media del Sol de 2,689 ua, pudiendo alejarse hasta 3,032 ua y acercarse hasta 2,345 ua. Su excentricidad es 0,128 y la inclinación orbital 7,463 grados. Emplea 1610,18 días en completar una órbita alrededor del Sol.
Los próximos acercamientos a la órbita de Júpiter ocurrirán el 31 de marzo de 2094 y el 6 de marzo de 2129.

## Características físicas
La magnitud absoluta de Winkler es 13,24. Tiene 11,887 km de diámetro y su albedo se estima en 0,086.